# Белова, Нэлли Николаевна
Нэлли Николаевна Белова (16 октября 1945, Казань — 20 марта 2012, Вологда) — директор Вологодской областной универсальной научной библиотеки. Заслуженный работник культуры Российской Федерации (1997).

## Биография
Белова Н. Н. родилась 16 октября 1945 года в г. Казань в семье заместителя начальника строительства железной дороги Казань — Бугульма Пелёвина Н. И. и сотрудника эвакуированной во время войны библиотеки Академии Наук СССР Пелёвиной Р. Д.
После войны семья переехала в Вологду.
Отец — Николай Иванович Пелёвин возглавил отдел культуры Вологодского Горисполкома, увлекался живописью. Мать — Рахиль Дэвидовна Пелёвина — библиотекарь абонемента Вологодской областной библиотеки.
По окончании средней школы поступила учиться на филологический факультет Вологодского педагогического института по окончании которого начала трудовую деятельность на Вологодской льняной фабрике в художественной мастерской.
В 1964 году перешла на работу в Вологодскую областную библиотеку в отдел межбиблиотечного абонемента. Проработала на всех должностях от рядового библиотекаря до заместителя директора библиотеки и в 1993 назначена директором библиотеки.

## Директор библиотеки
Белова Н. Н. стала директором библиотеки в непростые годы. Несмотря на финансовые сложности библиотека развивалась, её популярность и известность не только внутри страны, но и за рубежом постоянно росла.
В вологодской библиотеке одной из первых начали внедряться средства автоматизации, новые технологии учёта фондов и обслуживания читателей. Первой в стране для библиотек такого уровня произведён перевод всех каталогов в электронный вид.
На 01 октября 2012 года содержит 1015660 библиографических записей, в том числе:
- БД Книги — 439108 записей. С 1994 года заносятся все новые поступления, сделан ретроввод описаний на книги, изданных после 1952 года, а до 1952 г. — выборочно.
- БД Статьи — 552634 записей. Содержит аналитическую роспись журналов, поступивших в библиотеку с 1998 года.
- БД Ноты — 9606 записей.
- БД CD/DVD (аудио- и видеоматериалы на CD, DVD) — 8467 записей.
- БД Изотека — 5846 записей[5].

В 2009 году под руководством Беловой Н. Н. в Вологде был организован и проведён Всероссийский библиотечный конгресс и XIV Ежегодная Конференция РБА.

## Общественная деятельность
с 2002 года Н. Н. Белова входила в состав Комитета литературной премии Русский Букер.
Благодаря её усилиям произошло восстановление и второе обретение замечательного памятника — усадьбы Покровское — родового имения выдающегося богослова, учёного и проповедника Святителя Игнатия Брянчанинова.

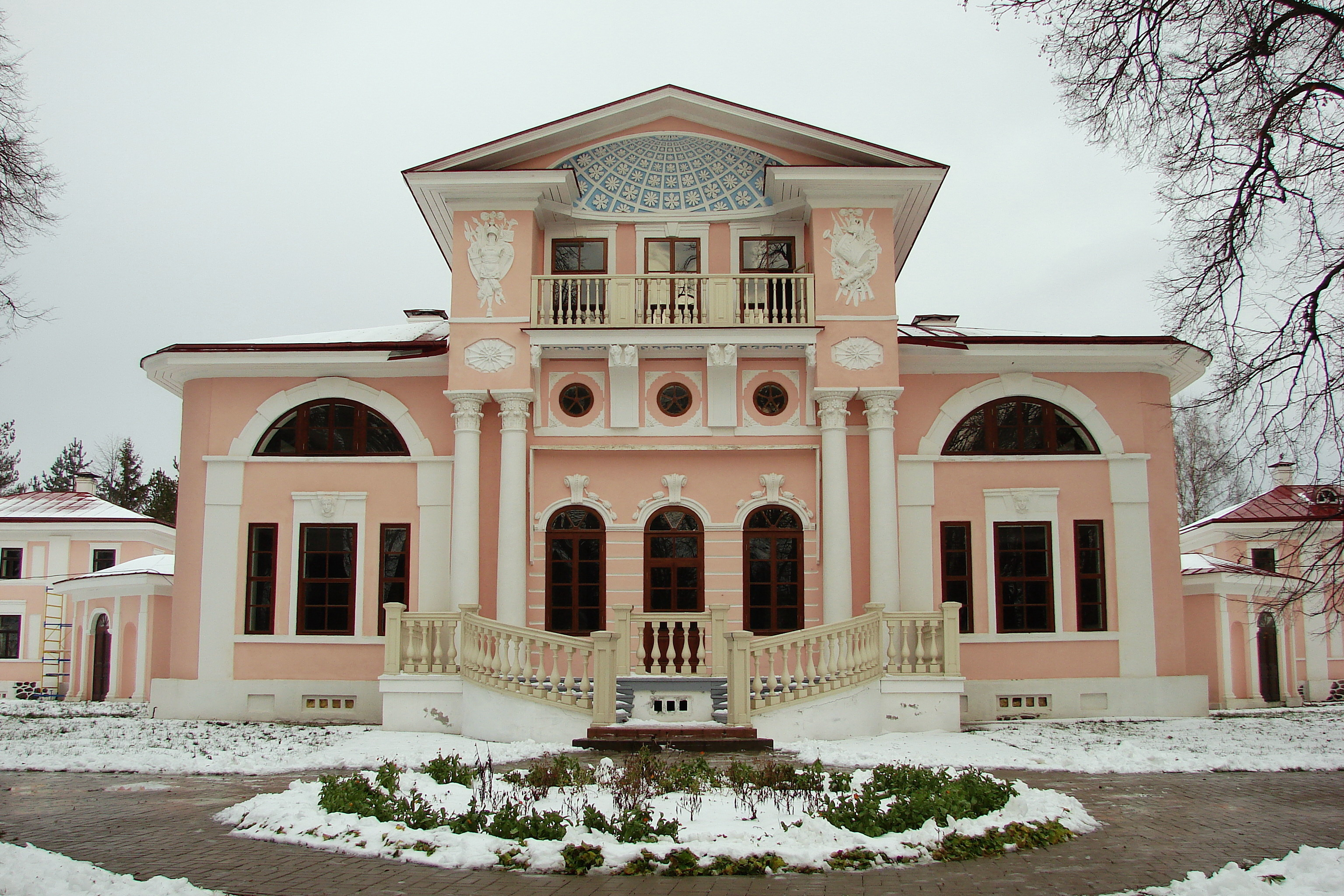
Усадьба Брянчаниновых в селе Покровское (Вологодская область)

В 2003—2004 годы была доверенным лицом кандидата на должность Президента Российской Федерации В. В. Путина.
Белова Н. Н. приняла активное участие в создании, а впоследствии входила в секции, президиум и совет Российской библиотечной ассоциации. В 2010 году была награждена Общественной медалью «За вклад в развитие библиотек».
В 1994 году вошла в организационный комитет по возрождению деятельности Вологодского общества изучения северного края.

## Награды и признание
- Заслуженный работник культуры Российской Федерации (25 июня 1997 года) — за заслуги в области культуры и многолетнюю плодотворную работу[11]
- Грант Президента Российской Федерации для поддержки творческих проектов общенационального значения в области культуры и искусства[12]
- Благодарность Министра культуры и массовых коммуникаций Российской Федерации (21 октября 2005 года) — за заслуги в области культуры и в связи с 60-летием со дня рождения[13]
- Орден Дружбы (22 июня 2006 года) — за заслуги в области культуры и искусства, многолетнюю плодотворную работу[14]
- Общественная медаль «За вклад в развитие библиотек», 2010

## Память
В мае 2013 года, в здании Вологодской областной универсальной научной библиотеки, была установлена мемориальная доска памяти Нэлли Беловой.